# Kablukan
Kablukan is een bestuurslaag in het regentschap Tuban van de provincie Oost-Java, Indonesië. Kablukan telt 2705 inwoners (volkstelling 2010).